# Medal Edisona
Medal Edisona (ang. IEEE Edison Medal) – prestiżowe wyróżnienie wręczane corocznie przez Institute of Electrical and Electronics Engineers za wybitne osiągnięcia w dziedzinie nauk o elektryczności i inżynierii elektrycznej. To najstarsze i najbardziej poważane odznaczenie w dziedzinie nauk technicznych w USA. Na nagrodę składają się złoty medal, replika z brązu, złota miniaturka, certyfikat i nagroda pieniężna. Może być przyznana tylko osobom indywidualnym.
Medal Edisona, nazwany imieniem wynalazcy Thomasa Edisona, został zaproponowany 11 lutego 1904 przez grupę jego przyjaciół i współpracowników. Cztery lata później American Institute of Electrical Engineers (AIEE) porozumiał się z grupą i ustanowił medal jako swoje najwyższe odznaczenie. Po raz pierwszy przyznano go w 1909 Elihu Thomsonowi. Wśród innych wyróżnionych znajdują się George Westinghouse, Alexander Graham Bell, Nikola Tesla, Michajlo Pupin, Robert Millikan oraz Vannevar Bush. Kompletna i oficjalna lista odznaczonych opublikowana jest przez IEEE online.
Po połączeniu w 1963 AIEE oraz Institute of Radio Engineers (IRE) w IEEE postanowiono, że nowa instytucja będzie przyznawać zarówno IRE Medal of Honor, jak i Medal Edisona.

## Laureaci
| Rok  | Laureat                  |                      | Uzasadnienie |
| ---- | ------------------------ | -------------------- | --- |
| 1909 | Elihu Thomson            |                      | Za wybitne zasługi w naukach, inżynierii i sztukach elektrycznych, w których jego wkład widoczny jest przez ostatnie 30 lat |
| 1910 | Frank Sprague            |                      | Za wybitne zasługi w naukach, inżynierii i sztukach elektrycznych |
| 1911 | George Westinghouse      |                      | Za wybitne osiągnięcia w wynalazkach i rozwoju systemów i urządzeń prądu przemiennego |
| 1912 | William Stanley Jr.      |                      | Za wybitne wynalazki i zasługi w rozwijaniu energetycznego systemu prądu przemiennego |
| 1913 | Charles F. Brush         |                      | Za zasłużone osiągnięcia w wynalezieniu i rozwoju serii systemów oświetlenia łukowego* |
| 1914 | Alexander Graham Bell    |                      | Za wybitne osiągnięcia przy wynalezieniu telefonu. |
| 1915 | nie przyznano            | nie przyznano        | nie przyznano |
| 1916 | Nikola Tesla             |                      | Za wybitne osiągnięcia we wczesnych pracach nad prądem wielofazowym i wielkiej częstotliwości. |
| 1917 | John J. Carty            |                      | Za swoją pracę w nauce i sztuce inżynieria telefoniczna |
| 1918 | Benjamin G. Lamme        |                      | Dla wynalazczości i rozwoju elektrycznych maszyn |
| 1919 | William Le Roy Emmet     | William Le Roy Emmet | William Le Roy Emmet |
| 1920 | Mihajlo I. Pupin         |                      | Za swoją pracę w fizyce matematycznej i jej zastosowanie do przekładni elektrycznej inteligencji |
| 1921 | Cummings C. Chesney      |                      | Wczesne zmiany prądu przemiennego |
| 1922 | Robert Millikan          |                      | Za prace eksperymentalne w dziedzinie nauk o elektryczności |
| 1923 | John W. Lieb             |                      | Dla rozwoju i eksploatacji elektrycznych centralne stacje oświetlenia i zasilania |
| 1924 | John W. Howell           |                      | Za jego wkład w rozwój żarówki |
| 1925 | Harris J. Ryan           |                      | Za jego wkład w naukę i sztuka przenoszenia mocy na wysokim napięciu |
| 1926 | nie przyznano            | nie przyznano        | nie przyznano |
| 1927 | William D. Coolidge      |                      | Za jego wkład w żarowe oświetlenie elektryczne i sztuki rentgenowskie |
| 1928 | Frank B. Jewett          |                      | Za wkład w sztukę elektroniczną komunikacje |
| 1929 | Charles F. Scott         |                      | Za wkład w naukę i sztukę wielofazowego przesyłania energii elektrycznej |
| 1930 | Frank Conrad             |                      | Za wybitny wkład w rozwój radiofonii i techniki krótkofalowej |
| 1931 | Edwin W. Rice            |                      | Za wkład w rozwój systemów i aparatury elektrycznej oraz wspieranie badań naukowych w przemyśle |
| 1932 | Bancroft Gherardi, Jr.   |                      | Za wkład w inżynierię telefoniczną i rozwój komunikacji elektrycznej* |
| 1933 | Arthur E. Kennelly       |                      | Za zasługi w dziedzinie nauk elektrycznych, elektrotechniki i sztuki elektrycznej, czego przykładem jest jego wkład w teorię przesyłu energii elektrycznej i rozwój międzynarodowych standardów elektrycznych* |
| 1934 | Willis R. Whitney        |                      | Za wkład w nauki elektryczne, pionierskie wynalazki i inspirujące przywództwo w badaniach* |
| 1935 | Lewis B. Stillwell       |                      | Za wybitne osiągnięcia inżynierskie i pionierską pracę w zakresie wytwarzania, dystrybucji i wykorzystania energii elektrycznej |
| 1936 | Alex Dow                 |                      | Za wybitne przywództwo w rozwoju branży stacji centralnych (energetycznych) i jego usług dla społeczeństwa* |
| 1937 | Gano Dunn                |                      | Za wybitne zasługi w poszerzaniu nauki i rzemiosła elektrotechnicznego, w administrowaniu wielkimi dziełami inżynierskimi oraz za inspirowanie przywództwa w zawodzie* |
| 1938 | Dugald C. Jackson        |                      | Za wybitne i inspirujące przywództwo w edukacji inżynierskiej oraz w dziedzinie wytwarzania i dystrybucji energii elektrycznej* |
| 1939 | Philip Torchio           |                      | Za wybitny wkład w sztukę inżynierii stacji energetycznych oraz osiągnięcia w dystrybucji produkcji i wykorzystaniu energii elektrycznej* |
| 1940 | George Ashley Campbell   |                      | W uznaniu jego wyróżnienia jako naukowca i wynalazcy oraz wybitnego oryginalnego wkładu w teorię i zastosowanie obwodów elektrycznych i aparatury* |
| 1941 | John B. Whitehead        |                      | Za wkład w dziedzinę elektrotechniki, pionierstwo i rozwój w dziedzinie badań dielektrycznych oraz osiągnięcia w podnoszeniu edukacji inżynierskiej* |
| 1942 | Edwin H. Armstrong       |                      | Za wybitny wkład w sztukę komunikacji elektrycznej, w szczególności detektor reakcyjny, superheterodynę i modulację częstotliwości* |
| 1943 | Vannevar Bush            |                      | Za wkład w rozwój nauk elektrycznych, szczególnie poprzez nowe zastosowania matematyki oraz służbę narodowi poprzez kierowanie wojennym programem badawczym |
| 1944 | Ernst Alexanderson       |                      | Za wyjątkowe osiągnięcia i wynalazki w dziedzinach radia, transportu i energetyki |
| 1945 | Philip Sporn             |                      | Za jego wkład w ekonomiczne i niezawodne wytwarzanie i transmisję energii elektrycznej* |
| 1946 | Lee De Forest            |                      | Za pionierskie osiągnięcia w technice radiowej i wynalazek lampy próżniowej sterowanej w siatce o wielkich skutkach technicznych i społecznych |
| 1947 | Joseph Slepian           |                      | Za teoretyczny i praktyczny wkład w systemy elektroenergetyczne poprzez analizę obwodów, kontrolę łuku i przerwy w prądzie* |
| 1948 | Morris E. Leeds          |                      | Za jego wkład w przemysł poprzez rozwój i produkcję elektrycznych precyzyjnych urządzeń pomiarowych i sterowania* |
| 1949 | Karl B. McEachron        |                      | Za jego wkład w rozwój elektrotechniki w dziedzinie wyładowań atmosferycznych i innych zjawisk wysokiego napięcia oraz za zastosowanie tej wiedzy do projektowania i zabezpieczania systemów aparatury elektrycznej* |
| 1950 | Otto B. Blackwell        |                      | Za pionierski wkład w sztukę transmisji telefonicznej* |
| 1951 | Charles F. Wagner        |                      | Za wybitne zasługi w dziedzinie inżynierii systemów elektroenergetycznych* |
| 1952 | Vladimir K. Zworykin     |                      | Za wybitny wkład w koncepcję i projektowanie komponentów i systemów elektronicznych* |
| 1953 | John F. Peters           |                      | Za wkład w podstawy projektowania transformatorów, wynalezienie klidonografu, jego wkład w komputery wojskowe i za jego życzliwe zrozumienie w szkoleniu młodych inżynierów* |
| 1954 | Oliver E. Buckley        |                      | Za wkład w naukę i praktykę, który umożliwił wykonanie transatlantyckiego kabla telefonicznego; za mądre kierownictwo wielkiego laboratorium przemysłowego; za wybitne zasługi dla rządu swojego kraju* |
| 1955 | Leonid A. Umansky        |                      | Za wybitny wkład w elektryfikację przemysłu poprzez zastosowanie maszyn, urządzeń i systemów elektrycznych w automatycznych maszynach procesowych; i za natchnienie, przewodnictwo i nauczanie ludzi w tej pracy* |
| 1956 | Comfort A. Adams         |                      | Za pionierskie osiągnięcia w rozwoju maszyn elektrycznych prądu przemiennego oraz w spawaniu elektrycznym; za wizję i inicjatywę w tworzeniu organizacji norm inżynieryjnych oraz za wybitną pozycję nauczyciela i inżyniera konsultanta* |
| 1957 | John K. Hodnette         |                      | Za znaczący wkład w przemysł elektryczny poprzez kreatywne projektowanie i rozwój aparatury transformatorowej, która: oznaczone nowe postępy w ochronie, wydajności i usług. Za jego wizję, osąd i umiejętności zarządzania, które wspierały i osiągnęły praktyczne zastosowanie jego pomysłów wraz z wynikającymi z tego postępami w branży elektrycznej* |
| 1958 | Charles F. Kettering     |                      | Za wynalazki, badania w rozwój w szerokich dziedzinach przemysłu, inżynierii, transportu, medycyny, edukacji, energetyki i energetyki, które służą całej ludzkości* |
| 1959 | James F. Fairman         |                      | Za wyjątkową wydajność w ulepszaniu konstrukcji dużych systemów elektroenergetycznych; za dalekowzroczne przywództwo w rozwoju energetyki atomowej; oraz za nieustające wysiłki na rzecz doskonalenia zawodu inżyniera* |
| 1960 | Harold S. Osborne        |                      | Za wkład w rozwój telekomunikacji oraz jego przywództwo i wizję w rozszerzaniu jej zastosowania; za osiągnięcia w zakresie koordynacji komunikacji międzynarodowej oraz normalizacji krajowej i międzynarodowej; i za rozwój zawodu inżyniera* |
| 1961 | William B. Kouwenhoven   |                      | Za inspirujące przywództwo w edukacji, za wkład w dziedzinie izolacji elektrycznej, pomiarów elektrycznych i nauk elektrycznych stosowanych w medycynie, a zwłaszcza za badania wpływu elektryczności na organizm ludzki z pomyślnym opracowaniem przeciwwstrząsu w celu wyleczenia migotania serca*                                                       |
| 1962 | Alexander C. Monteith    |                      | Za zasłużone osiągnięcia w inżynierii, edukacji, zarządzaniu i rozwoju młodych inżynierów* |
| 1963 | John R. Pierce           |                      | Za pionierskie i wiodące prace w komunikacji satelitarnej, za stymulowanie i wkład w rozwój optyki elektronowej, lampę z falą bieżącą i jej teorię, ograniczenie szumów w strumieniach elektronowych |
| 1964 | nie przyznano            | nie przyznano        | nie przyznano |
| 1965 | Walker Lee Cisler        |                      | Za osiągnięcia w energetyce, w tym rozwój energetyki jądrowej; za jego usługi dla swojego kraju i do porozumienia międzynarodowego, w tym zastosowanie energii elektrycznej do wzrostu gospodarczego wśród wszystkich narodów; i za jego szeroki wkład w zawód inżyniera*                                                                                  |
| 1966 | Wilmer L. Barrow         |                      | Za karierę zasłużonego osiągnięcia innowacji, nauczania i rozwijania środków do transmisji energii elektromagnetycznej na częstotliwościach mikrofalowych* |
| 1967 | George Harold Brown      |                      | Za zasłużoną karierę wyróżniającą się znaczącym wkładem inżynierskim w rozwój anten, propagację elektromagnetyczną, przemysł nadawczy, sztukę ogrzewania częstotliwościami radiowymi i kolorową telewizję* |
| 1968 | Charles F. Avila         |                      | Za wczesny wkład w transmisję pod ziemią, za nieustanne wskazówki w dziedzinie badań elektrycznych i za pozytywne przywództwo w rozwoju przemysłu elektroenergetycznego* |
| 1969 | Hendrik Wade Bode        |                      | Za fundamentalny wkład w dziedziny komunikacji, obliczeń i sterowania; za wiodący wkład w zastosowania matematyki w problemach inżynierskich; za przewodnictwo w inżynierii systemów |
| 1970 | Howard H. Aiken          |                      | Za zasłużoną karierę pionierskiego wkładu w rozwój i zastosowanie wielkoskalowych komputerów cyfrowych oraz ważny wkład w edukację w dziedzinie komputerów cyfrowych* |
| 1971 | John Wistar Simpson      |                      | Za trwały wkład w społeczeństwo poprzez rozwój i projektowanie inżynieryjne systemów energetyki jądrowej* |
| 1972 | William Pickering        |                      | Za wkład w telekomunikację, kierowanie rakietami, sterowanie statkami kosmicznymi oraz inspirujące przewodzenie w zagadnieniach bezzałogowej eksploracji systemu słonecznego |
| 1973 | Bernard D. H. Tellegen   |                      | Za twórczą karierę znaczących osiągnięć w teorii obwodów elektrycznych, w tym żyratora* |
| 1974 | Jan A. Rajchman          |                      | Za twórczą karierę w rozwoju urządzeń elektronicznych i pionierską pracę w komputerowych systemach pamięci* |
| 1975 | Sidney Darlington        |                      | Za wkład w podstawy teorii obwodów i za ważne wynalazki w systemach radarowych i obwodach elektronicznych |
| 1976 | Murray Joslin            |                      | Za jego przywództwo w pokonywaniu technicznych i finansowych przeszkód w wytwarzaniu energii jądrowej oraz kierownictwo i prognozowanie w zakresie planowania, budowy i eksploatacji wczesnej elektrowni jądrowej w Dreźnie* |
| 1977 | Henri G. Busignies       |                      | Za wkład techniczny i przywództwo w dziedzinie radarów, radiokomunikacji i radionawigacji* |
| 1978 | Daniel E. Noble          |                      | Za przywództwo i innowacyjność w zaspokajaniu ważnych potrzeb publicznych, zwłaszcza w rozwoju komunikacji mobilnej i elektroniki półprzewodnikowej* |
| 1979 | Albert Rose              |                      | Za podstawowe wynalazki w lampach kamer telewizyjnych i fundamentalny wkład w zrozumienie fotoprzewodnictwa, izolatorów oraz ludzkiego i elektronicznego widzenia |
| 1980 | Robert Adler             |                      | Za wiele wynalazków w dziedzinie lamp elektronowych i urządzeń ultradźwiękowych oraz za przywództwo w innowacyjnych badaniach i rozwoju* |
| 1981 | C. Chapin Cutler         |                      | Za twórczy wkład w elektronikę mikrofalową, komunikację kosmiczną i technologię systemów komunikacyjnych* |
| 1982 | Nathan Cohn              |                      | Za karierę twórczego wkładu i przywództwa w branży przyrządów, sterowania i komputerów procesowych, w kontroli i ekonomicznej dystrybucji mocy w dużych połączonych ze sobą systemach elektrycznych* |
| 1983 | Herman P. Schwan         |                      | Za twórcze przedsięwzięcia, dzięki którym inżynieria, fizyka, biologia i medycyna zostały połączone w spójną dziedzinę bioinżynierii elektromagnetycznej* |
| 1984 | Eugene I. Gordon         |                      | Za wyjątkową karierę w zakresie wynalazczości, rozwoju i przywództwa w urządzeniach elektronowych* |
| 1985 | John D. Kraus            |                      | Za trwałą karierę jako innowator, odkrywca i edukator w dziedzinie anten i radioastronomii* |
| 1986 | James L. Flanagan        |                      | Za karierę innowacji i przywództwa w nauce i technologii komunikacji głosowej* |
| 1987 | Robert A. Henle          |                      | Za trwałe przywództwo i indywidualny wkład w naukę i technologię obwodów półprzewodnikowych dla systemów komputerowych* |
| 1988 | James Ross MacDonald     |                      | Za przełomowy wkład w naukę i technologię w stanie stałym oraz wybitne przywództwo jako dyrektor ds. badań* |
| 1989 | Nick Holonyak Jr.        |                      | Za wyjątkową karierę w dziedzinie elektrotechniki, która przyczyniła się do znaczących postępów w dziedzinie materiałów i urządzeń półprzewodnikowych* |
| 1990 | Archie W. Straiton       |                      | Za wybitną karierę w elektrotechnice ze znaczącym wkładem w dziedzinie propagacji radiowej i astronomii oraz w edukacji inżynierskiej* |
| 1991 | John L. Moll             |                      | Za pionierski wkład w urządzenia krzemowe rozproszone i maskowane tlenkami, analizę tranzystorów, przełącznik p-n-p-n i optoelektronikę* |
| 1992 | George D. Forney         |                      | Za oryginalny wkład w kodowanie, modulację, modemy teleinformatyczne oraz za przywództwo w przemyśle i badaniach w dziedzinie technologii komunikacyjnych* |
| 1993 | James H. Pomerene        |                      | Za wybitny wkład w rozwój architektury komputerowej, w tym potokowanie, niezawodną pamięć główną i hierarchie pamięci* |
| 1994 | Leslie A. Geddes         |                      | Za fundamentalny wkład w stosowane oprzyrządowania biomedycznego i zrozumienie właściwości elektrycznych układu sercowo-naczyniowego* |
| 1995 | Robert W. Lucky          |                      | Za niezwykłą karierę w telekomunikacji zapewniając wizjonerskie przywództwo techniczne, wsparcie jego zawodu i przekonujące publiczne poparcie technologii* |
| 1996 | Floyd Dunn               |                      | Za twórczy wkład w podstawową wiedzę na temat propagacji ultradźwięków i interakcji z mediami biologicznymi |
| 1997 | Esther M. Conwell        |                      | Za fundamentalny wkład w teorię transportu w półprzewodnikach i przewodnikach organicznych oraz ich zastosowanie w branży półprzewodników, elektronicznego kopiowania i drukowania* |
| 1998 | Rolf Landauer            |                      | Za pionierski wkład do fizyki obliczeń i przewodnictwa* |
| 1999 | Kees Schouhamer Immink   |                      | Za twórczy wkład w technologie cyfrowego wideo, audio i zapisu danych* |
| 2000 | Jun-ichi Nishizawa       |                      | Za wkład w materiałoznawstwo i technologię oraz wynalezienie statycznego tranzystora indukcyjnego* |
| 2001 | Robert H. Dennard        |                      | Za wynalezienie 1-tranzystorowej komórki DRAM i wkład w rozwój zasad skalowania urządzeń MOSFET* |
| 2002 | Edward E. Hammer         |                      | Za wkład w opracowywanie metod projektowania energooszczędnych systemów oświetlenia fluorescencyjnego i opracowywanie produktów oświetleniowych* |
| 2003 | nie przyznano            | nie przyznano        | nie przyznano |
| 2004 | Federico Capasso         |                      | Za karierę o wysoce kreatywnym i wpływowym wkładzie w urządzenia i materiały heterostrukturalne* |
| 2005 | Peter Lawrenson          |                      | Za wybitny wkład w dziedzinę maszyn elektrycznych, w szczególności rozwój i komercjalizację przełączanych napędów reluktancyjnych* |
| 2006 | Fawwaz T. Ulaby          |                      | Za pionierskie badania w zakresie technologii teledetekcji mikrofalowej i radarowej oraz ich zastosowań środowiskowych i przemysłowych* |
| 2007 | Russel D. Dupuis         |                      | Za pionierski wkład w technologię metaloorganicznego chemicznego osadzania z fazy gazowej i lasery ze studnią kwantową o fali ciągłej w temperaturze pokojowej* |
| 2008 | Dov Frohman-Bentchkowsky |                      | Za pionierskie opracowanie kasowalnej, programowalnej pamięci tylko do odczytu MOS (EPROM), kluczowego czynnika umożliwiającego rewolucję ery informacji* |
| 2009 | Tingye Li                |                      | Za przywództwo, wizję i pionierski wkład w dziedzinie szerokopasmowej komunikacji światłowodowej* |
| 2010 | Ray Dolby                |                      | Za wiodący i pionierski wkład w zastosowania w sprzęcie do nagrywania i odtwarzania dźwięku zarówno w elektronice profesjonalnej, jak i konsumenckiej* |
| 2011 | Isamu Akasaki            |                      | Za przełomowy i pionierski wkład w rozwój materiałów półprzewodnikowych na bazie azotków i urządzeń optoelektronicznych, w tym diod LED o widzialnej długości fali i laserów* |
| 2012 | Michael Francis Tompsett |                      | Za pionierski wkład w urządzenia do przetwarzania obrazu, w tym kamery CCD, kamery i kamery termowizyjne* |
| 2013 | Ivan Paul Kaminow        |                      | Za pionierski, duży wkład w urządzenia i sieci fotoniczne oraz wiodącą rolę w globalnych sieciach optycznych o dużej pojemności |
| 2014 | Ralph Baer               |                      | Za pionierski i fundamentalny wkład w branżę gier wideo i interaktywnych treści multimedialnych* |
| 2015 | James Julius Spilker     |                      | Za wkład w technologię i wdrażanie cywilnych systemów nawigacji GPS* |
| 2016 | Robert W. Brodersen      |                      | Za wkład w zintegrowane systemy komunikacji przewodowej i bezprzewodowej, w tym łączność bezprzewodową urządzeń osobistych |
| 2017 | Magnus George Craford    |                      | Za pionierski wkładu w rozwój i komercjalizację materiałów i urządzeń LED |
| 2018 | Eli Yablonovitch         |                      | Za przywództwo, innowacyjność i przedsiębiorcze osiągnięcia w dziedzinie fotoniki, laserów półprzewodnikowych, anten i ogniw słonecznych* |
| 2019 | Ursula Keller            |                      | Za pionierski i fundamentalny wkład i przywództwo w użytecznej, kompaktowej ultraszybkiej technologii laserowej, umożliwiającej zastosowania w metrologii, wykrywaniu i biofotonice |
| 2020 | Frede Blaabjerg          |                      | Za wkład i przywództwo w energoelektronice, rozwój zrównoważonego społeczeństwa |
| 2021 | Kenichi Iga              |                      | Za pionierski wkład w koncepcję, fizykę i rozwój lasera o pionowej wnęce |
| 2022 | Alan Bovik               |                      | Za pionierski wkład naukowy i inżynieryjny o dużym znaczeniu, prowadzący do percepcyjnie zoptymalizowanego globalnego przesyłania strumieniowego i udostępniania mediów wizualnych |

- Źródła: IEEE Edison Medal recipients. [dostęp 2021-12-11]..